# یزد تایر
مجتمع صنایع لاستیک یزد که بنام یزد تایر شناخته می‌شود، شرکت ایرانی تولیدکننده لاستیک اتومبیل‌ها، ماشین‌های سبک، سنگین، کامیون‌ها و سایر وسایل نقلیه چرخ‌دار می‌باشد.
این شرکت فعالیت خود را در سال ۱۳۶۵ در شهر یزد عملاً با مطالعات و اخذ موافقتهای اولیه شروع به فعالیت نمود. شرکت یزد تایر، در سال ۱۳۷۴ پس از نصب و راه‌اندازی ماشین آلات خطوط تولید تایر و تیوب، واحدهای تولیدی این مجتمع وارد تولید تجاری گردید.
مجتمع صنعتی آرتاویل تایر هم‌اکنون مالک ۶۱٫۴٪ درصد از سهام صنایع لاستیک یزد است. سازمان تأمین اجتماعی ایران نیز دیگر سهامدار عمده شرکت می‌باشد. در حال حاضر مجتمع بیش از ۱۳۰۰نفر پرسنل را تحت پوشش قرار داده‌است.
ظرفیت اسمی این مجتمع در حال حاضر معادل ۲۰۰۰۰ تن تایر سواری، موتورسیکلت و دوچرخه در سال برآورد شده‌است.